# Федорково (Гороховецкий район)
Федорково — деревня в Гороховецком районе Владимирской области России, входит в состав Фоминского сельского поселения.

## География
Деревня расположена на берегу реки Суворощь в 20 км на северо-запад от центра поселения села Фоминки и в 51 км на юго-запад от Гороховца.

## История
В окладных книгах Рязанской епархии 1678 года деревня входила в состав Ростригинского прихода, в ней было 16 дворов крестьянских.
В XIX — первой четверти XX века деревня входила в состав Гришинской волости Гороховецкого уезда, с 1926 года — в составе Сергиево-Горской волости Вязниковского уезда. В 1859 году в деревне числилось 40 дворов, в 1905 году — 42 двора, в 1926 году — 65 дворов.
С 1929 года деревня входила в состав Мясниковского сельсовета Фоминского района Горьковского края, с 1940 года — в составе Гришинского сельсовета, с 1944 года — в составе Владимирской области, с 1959 года — в составе Гороховецкого района, с 2005 года — в составе Фоминского сельского поселения.

## Население
| 1859 | 1905 | 1926 | 2002 | 2010 | 2021 |
| ---- | ---- | ---- | ---- | ---- | ---- |
| 346  | ↘309 | ↗322 | ↘143 | ↘72  | ↘51  |